# دورة سكوديري
دورة سكوديري هي دورة تحريك حراري تتكون من عمليات حركة حرارية متتالية ومتتابعة:
- إجرائي 1-2 و 3-4 (أعلي وأسفل رسمة الدورة علي منحني الحجم والضغط): زوج من الإجراءات الأديباتيكية المتوازية.
- إجراء 4-1 (الجزء الأيسر من المنحني): إجراء زيادة الضغط والحجم.
- إجراء 2-3 (الجزء الأيمن من المنحني): إجراء ثبات الحجم.

الإجراءات الأديباتيكية في الدورة تكون غير نافذة للحرارة حيث تمر الحرارة بسرعة داخل الدورة خلال إجراء التمدد مسببًا زيادة في الضغط ويظل الحجم يزداد، وبعض من الحرارة تمر في الاتجاه المعاكس للسريان خلال إجراء التمدد، وتظل الحرارة هي التي تعطي الشغل المناسب للدورة.